# Beeldhouwer (sterrenbeeld)

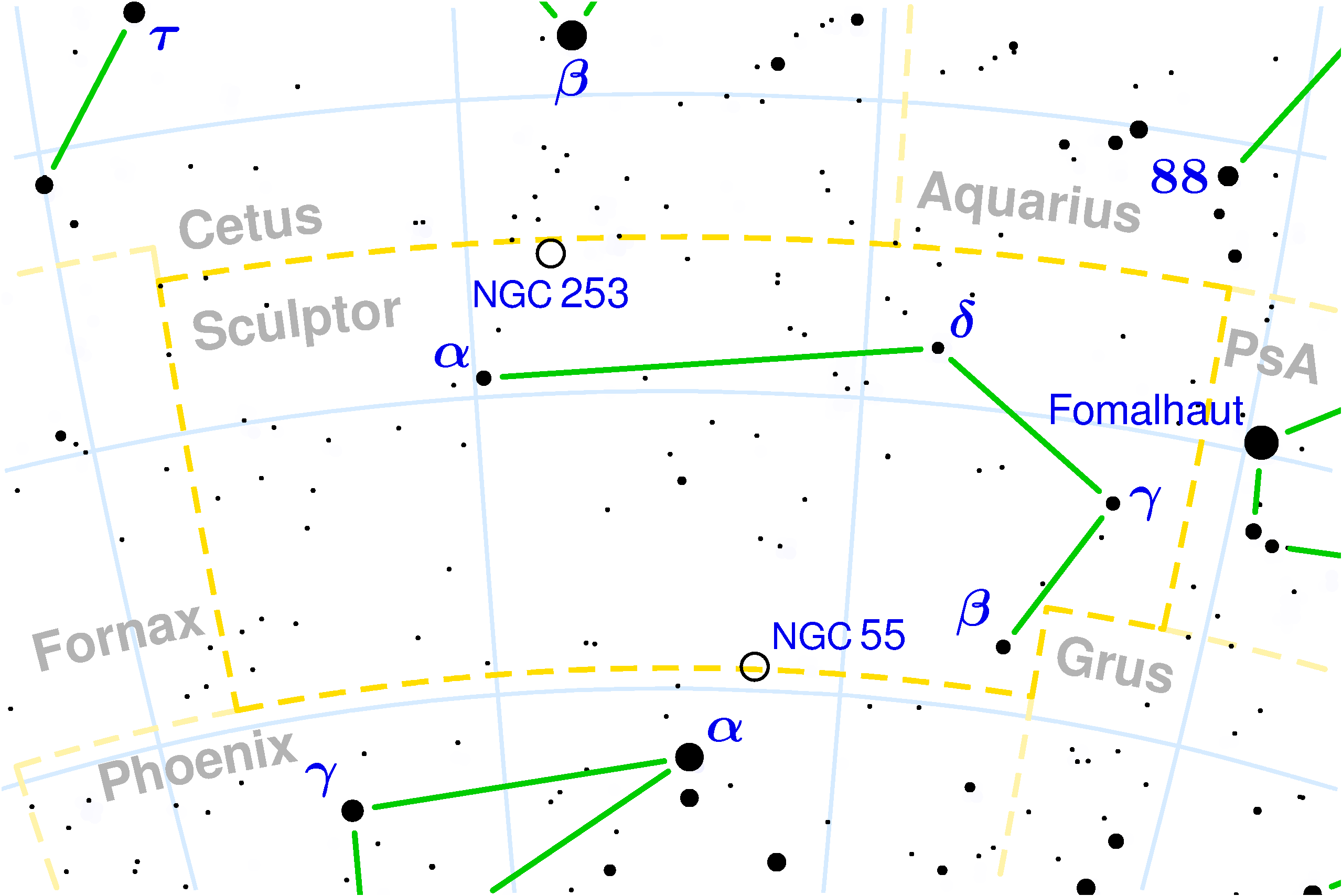
Kaart van het sterrenbeeld Beeldhouwer.

Beeldhouwer (Sculptor, afkorting Scu) is een onopvallend sterrenbeeld aan de zuidelijke hemel, gelegen tussen 23u04m en 01u44m rechte klimming en -25° en -40° declinatie. Het komt op de breedte van de Benelux nooit helemaal boven de zuidelijke horizon uit en is slecht te zien.
Het sterrenbeeld werd in 1752 ingevoerd door Lacaille. De oorspronkelijke benaming was Apparatus Sculptoris (= Beeldhouwerswerkplaats). In moderne bronnen (zoals bijv. de Sterrengids) wordt vaak de historisch onjuiste benaming Beeldhouwer gebruikt. 

## Sterren
Het sterrenbeeld heeft geen heldere sterren, de helderste, alpha Sculptoris heeft magnitude 4,31.

## Bezienswaardigheden
- Abell 2667 is een groep sterrenstelsels op ongeveer 3,2 miljard lichtjaar van de Aarde verwijderd.
- Het Beeldhouwer-sterrenstelsel (NGC 253) is een spiraalvormig sterrenstelsel op ongeveer 11,4 miljoen lichtjaar van de Aarde met een magnitude van 7,3. Alhoewel dit object in een zuidelijk sterrenbeeld te vinden is, kan het vanaf de Benelux waargenomen worden, mits zéér transparante hemel en afwezigheid van storende kunstmatige nachtverlichting (declinatie NGC 253: -25°15').
- R Sculptoris is een typische koele koolstofster en is daarmee een van de meest roodkleurige sterren waarneembaar m.b.v. een amateurtelescoop. De waarneembaarheid van R Sculptoris vanuit de Benelux is relatief moeilijk, deels te wijten aan de lage stand ervan (deze ster klimt niet hoger dan 6 en een halve graad boven de zuidelijke horizon). Toch is het aan te raden om er naar op zoek te gaan tijdens nachten met zéér transparante hemel en ideale seeing.
- Blanco 1 is een open sterrenhoop nabij de ster ζ Sculptoris (Zeta Sculptoris) en is bijgevolg ook bekend als de Zeta Sculptoris Cluster. Vanuit de Benelux waargenomen klimt deze sterrenhoop (alsook Zeta Sculptoris) niet hoger dan 9 graden boven de zuidelijke horizon. Blanco 1 is ontdekt en bestudeerd door de Puertoricaanse astronoom Victor Manuel Blanco (1918-2011).
- NGC 288 is een bolvormige sterrenhoop op ongeveer 2 graden zuidoostelijk van NGC 253 (het Beeldhouwer-sterrenstelsel). Gezien het feit dat deze bolvormige sterrenhoop op iets minder dan 1 graad noordoostelijk van de Zuidelijke Galactische Pool staat, kunnen we dit object de South Galactic Pole Globular Cluster noemen.
- NGC 300 is een spiraalvormig sterrenstelsel dat vanaf de Benelux slechts 1 graad boven de zuidelijke horizon kan klimmen, maar nog slechter is het gesteld met het sterrenstelsel NGC 55, dat net onder de zuidelijke horizon blijft steken (declinatie NGC 55: -39°15'). Hadden deze twee sterrenstelsels zich een twintigtal of dertigtal graden meer noordelijk bevonden, dan waren het DE trekpleisters van het sterrenbeeld Beeldhouwer.
- β Sculptoris (Beta Sculptoris) is de zuidelijkste van de eerder opvallende sterren van het sterrenbeeld Beeldhouwer. Vanuit de Benelux is deze ster vrij moeilijk waar te nemen daar ze slechts 1 graad boven de zuidelijke horizon kan klimmen. Een uiterst transparante atmosfeer, een hoger gelegen observatieplaats en een vlakke horizon kunnen de kansen doen toenemen om een glimp op te vangen van deze ster.

## Aangrenzende sterrenbeelden
(met de wijzers van de klok mee)
- Walvis (Cetus)
- Waterman (Aquarius)
- Zuidervis (Piscis Austrinus)
- Kraanvogel (Grus)
- Phoenix
- Oven (Fornax)